# ماریا ایریگوین
 ماریا ایریگوین (انگلیسی: María Irigoyen؛ زادهٔ ۲۴ ژوئن ۱۹۸۷) یک تنیس‌باز اهل آرژانتین است.